# Melodram (Musik)
Melodram (griech. melos: Klang, Weise, drama: Handlung) bezeichnet in der Musik ein Werk oder einen Teil davon, in dem sich gesprochener Text, Gestik und Instrumentalmusik abwechseln oder überlagern, ohne dass gesungen wird wie in der Oper, abgesehen von eventuellen Begleitchören. 

## Ursprünge
Heute wird meist die Unterlegung von gesprochenen Texten mit Musik als Melodram bezeichnet. Im 18. Jahrhundert, als das moderne Melodram entstand, lag das Schwergewicht aber eher auf einer Verbindung von tänzerischer oder pantomimischer Gestik mit Musik. 
In der altgriechischen Tragödie war das rhythmische Sprechen der Darsteller möglicherweise mit Musik unterlegt. Vorläufer des Melodramatischen könnten die Reden zur Musik in William Shakespeares Theaterstücken sein. Eine ähnliche Tradition existierte in den protestantischen Schuldramen, die teilweise mit improvisierter Musik begleitet wurden. 
Wahrscheinlicher jedoch ist die Herkunft von der Ballettmusik und den Pantomimen des 18. Jahrhunderts, wie sie etwa auf den Pariser Jahrmärkten zu hören und zu sehen waren.

## Das Melodram als darstellerisches Experiment

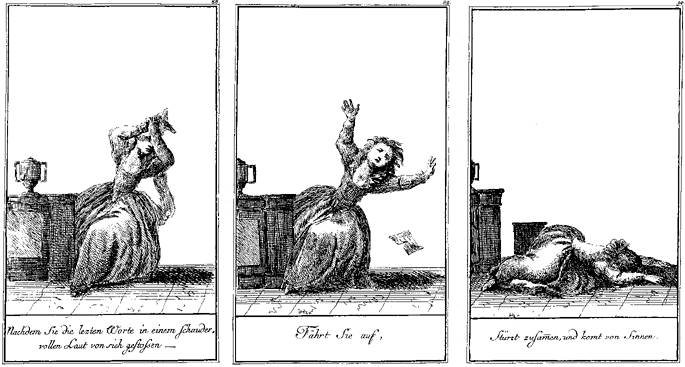
Kupferstiche von J. F. Götz zum Melodram Lenardo und Blandine, 1783

Die Entstehung des modernen Melodrams etwa seit 1760 steht im Zusammenhang mit einer Neubewertung der Künste als Überwindung barocker Vanitas-Motive. Als Haupteigenschaft des Musikalischen wurde nicht mehr das Ersterben, sondern das Beleben gesehen (siehe Vanitas#Moderner Wandel). Paradoxe Überschneidungen der neueren musikalischen Belebung mit dem älteren „Ersterben“ blieben dennoch üblich.
Jean-Jacques Rousseaus Pygmalion (1762, aufgeführt 1770) gilt als erstes eigenständiges Melodram. Hier dient die Musik, noch vom Text getrennt, als Untermalung der dramatischen Pantomime zwischen den gesprochenen Abschnitten. Die Vorstellung des Autors wird durch die musikalischen Illustrationen belebt, gleich wie die Statue Pygmalions belebt wird. Die Ouvertüre imitiert die Meißelschläge des Künstlers.
In Georg Anton Bendas Melodramen (z. B. Ariadne auf Naxos, 1774), werden gesprochene Sprache und Bewegung, ähnlich einem Rezitativ, von zugleich erklingender dramatischer Musik untermalt. Auch Johann Wolfgang von Goethe schrieb ein Melodram Proserpina, das von Franz Carl Adelbert Eberwein vertont wurde. 
Beim Phänomen des Melodrams lassen sich Medienwechsel beliebter Stoffe beobachten: Die Ballade Lenardo und Blandine von Gottfried August Bürger wurde von Joseph Franz von Götz zu einem Melodram umgestaltet und von Peter von Winter vertont. Gegenstand war ein traditionelles Vanitas-Motiv: Blandine vor der Urne mit der Asche ihres Geliebten. Götz gab eine Folge von Kupferstichen heraus, mit der er die Handlung als Bildergeschichte illustrierte. Die Mode flaute bald ab, doch vor allem Bendas Melodramen waren bis ins 19. Jahrhundert hinein beliebt. 
Die große Öffentlichkeit der Pariser Jahrmarktsattraktionen wurde in deutschen Höfen und Kleinstädten zur Exklusivität eines Kammerspiels gemacht. Doch diese scheinbare Intimität ließ sich nicht halten. Nach der Französischen Revolution ging das Melodrama in der gering geschätzten populären Theatergattung Melodram auf, die am Boulevard du Temple gegeben wurde, und verlor durch diese Kommerzialisierung gewissermaßen seine experimentelle Attraktivität. Die melodramatische Musik behielt fortan den Anstrich des Vulgären, obwohl ihre Popularität immer eine Faszination ausübte. Viele Partituren der Pariser Melodramen etwa von Pixérécourt sind in der dortigen Bibliothèque de l'Opéra erhalten. Ihre Tendenz zur diskreten Hintergrundmusik mit Bevorzugung des Streicher-Tremolos scheint schon auf die Filmmusik vorauszuweisen.

## Melodramatische Abschnitte im Musiktheater

### Anfang des 19. Jahrhunderts
Theatermelodramen als Spektakelstücke nach dem Pariser Vorbild, wie man sie auf der Bühne des Théâtre de l’Ambigu-Comique sehen konnte, waren eine Mischung aus Ballett, Schauspiel und Oper (siehe Melodram (Theater)). Es gab sie ebenfalls im deutschen Sprachgebiet, oft auch mit größerem Stellenwert des Musikalischen, aber aufgrund ihrer Geringschätzung sind sie kaum mehr bekannt. Interessant ist ihre Musik vor allem dort, wo sie mehr pantomimisch und charakteristisch wirkt als tänzerisch. 
Ignaz von Seyfried (Der Hund des Aubry, 1815: Die Waise und der Mörder, 1817) oder Adolf Bernhard Marx (Die Rache wartet, 1829) schrieben in großem Umfang Melodram-Musik für populäre Stücke.
Das Theater an der Wien gehörte im 19. Jahrhundert zu den Theatern mit der besten Bühnentechnik und war für sie ein geeigneter Ort. Beispiele für dort uraufgeführte Melodramen sind Franz Schuberts Die Zauberharfe (1820) und Franz von Suppés Der Tannenhäuser (1852). 
Üblich war es, melodramatische Nummern in Opern einzugliedern. Die Entwicklung von Melodram und Recitativo accompagnato Ende des 18. Jahrhunderts scheint parallel zu verlaufen. In beiden Fällen wird ein Gesagtes „gestisch“ gedeutet und vor dem inneren Auge belebt. Schon in Mozarts Singspiel-Fragment Zaide (ca. 1780) kommen zwei Melolog genannte Nummern vor. Als Reflex auf populäre Theatermelodramen war Daniel François Esprit Aubers Die Stumme von Portici (1828) gedacht, eine Oper, die ausgedehnte gestische Musikpassagen zur Charakterisierung der stummen Hauptfigur enthält, die als Sozialkritik verstanden wurden und die belgische Revolution von 1830 entfacht haben sollen.
Berühmt geworden sind aber vor allem zwei Opernmelodramen: Das eine befindet sich in der Kerkerszene von Beethovens Fidelio (1806/14), wo das Sprechen als Steigerung zum Singen angewandt wird: Leonore soll für ihren eigenen Mann das Grab schaufeln – die bedrückte Stimmung findet keinen gesungenen Ausdruck. Das andere ist die Wolfsschlucht-Szene in Webers Freischütz (1821), wo die dämonische Kälte von Kaspar und Samiel (dieser hat eine reine Sprechrolle) durch Nicht-Singen ausgedrückt wird.

### Seit Ende des 19. Jahrhunderts
Richard Wagner hat offenbar wesentliche Anregungen für seine Musikdramen seit Ende der 1830er Jahre von den Melodramen der Pariser Boulevardtheater empfangen. Allerdings bezeichnete Wagner das Melodram 1852 in seiner Schrift Oper und Drama als ein „Genre von unerquicklichster Gemischtheit“.
Ungeachtet dieses Verdikts gibt es in der Wagner-Nachfolge etliche Komponisten, die um 1890 in Opern und Schauspielmusiken mit dem Melodram experimentierten. Zu den heute noch bekannten gehören Hans Pfitzner und Engelbert Humperdinck. Humperdinck verwendete in seinem Werk Königskinder, das in seiner Urfassung 1897 eine melodramatische Schauspielmusik war, erstmals eine Sprechnotenschrift. Hier notierte er Notenköpfe als Kreuze. Damit wurde angezeigt, dass auf diesen Tonhöhen nicht gesungen, sondern gesprochen werden sollte. Diese Notationsweise wurde ab 1912 durch Arnold Schönberg und sein Melodram Pierrot lunaire berühmt.
Auch in Opern griffen die Komponisten der Zweiten Wiener Schule um Schönberg diese Sprechnotenschrift auf. Es ging ihnen darum, einen rhythmisch festgelegten Sprechgesang zu entwickeln, dessen Tonhöhen annähernd als Sprachmelodie wiedergegeben werden sollen. Beispiele hierfür finden sich in Schönbergs Erwartung (1909) und Moses und Aron (1954). Dort werden die Titelfiguren durch Sprechgesang und Kantilene charakterisierend voneinander abgesetzt, der brennende Dornbusch wird unter anderem von einem Sprechchor realisiert. Weitere Beispiele finden sich in Alban Bergs Opern Wozzeck (1925) und Lulu (1937).
Die Melodramen von Igor Stravinski Histoire du soldat (1918) und Perséphone (1934) bewegen sich zwischen Ballett-Pantomime und Oratorium. Auch Arthur Honeggers Amphion (1929) kann in diesem Umkreis gesehen werden.
Auch in Operette oder Singspiel finden sich oft Melodramen an den Höhepunkten, erwähnt sei hier die Schlüsselszene in Franz Lehárs Die lustige Witwe (1905), ebenso in Brechts und Weills Dreigroschenoper (1928, Melodram zwischen Mackie und Polly). Im Musical und auch im Schauspiel (siehe Bühnenmusik) ist das Melodram ein häufiges Stilmittel.

## Konzertmelodramen
Franz Schubert oder Franz Liszt, auch Robert Schumann und Johannes Brahms haben kürzere Konzertmelodramen mit Klavierbegleitung geschrieben. Der böhmische Komponist Zdeněk Fibich versuchte das Melodram zu einer eigenständigen musikalischen Gattung zu machen. Aber erst im 20. Jahrhundert gelang es, das Konzertmelodram von seiner Geringschätzung zu befreien. 
Um 1900 erfuhr das Konzertmelodram einen bemerkenswerten Aufschwung. Populär wurden die Werke von Max von Schillings (Das Hexenlied ) und Richard Strauss (Enoch Arden nach Alfred Tennyson, Das Schloss am Meere nach Ludwig Uhland). Das nach 1900 populärste Konzertmelodram war Schillings’ Das Hexenlied nach einer Ballade von Ernst von Wildenbruch, das die Begleitung eines großen Orchesters verlangt. Schillings schrieb daneben die Melodramen Kassandra, Das Eleusische Fest (nach Friedrich Schiller) und Jung-Olaf (nach Wildenbruch); auch Franz Schrekers Das Weib des Intaphernes (1932–33) ist in diesem Zusammenhang zu erwähnen. Die Melodramen von Strauss und Schillings waren mehrheitlich für die berühmten Hoftheaterschauspieler Ernst von Possart und Ludwig Wüllner geschrieben. All diese Werke folgen einem neuromantischen wagnerianischen Stil, der beim Establishment des wilhelminischen Bürgertums Anerkennung fand. 
In Opposition dazu schrieb Ferruccio Busoni 1916 sein Anti-Kriegs-Melodram Arlecchino. Als Schlüsselwerk der Moderne und des Expressionismus gilt Arnold Schönbergs Pierrot lunaire (1912) mit 21 ausgewählten Gedichten aus dem gleichnamigen Gedichtzyklus von Albert Giraud. 
Als eines der ambitioniertesten Werke der Gattung Konzertmelodram verdient Gerhard von Keußlers An den Tod Erwähnung. In dieser 1922  uraufgeführten „melodramatischen Sinfonie“ auf einen eigenen Text des Komponisten treten mehrere Melodram-Abschnitte in vielfältige Wechselbeziehungen mit sinfonischen Sätzen von riesenhaftem Ausmaß.

## Filmmusik
Im weiteren Sinne kann man manche Szene im Film, die mit gestischer Filmmusik unterlegt ist, als Melodram betrachten. Die Musikbegleitung im Stummfilm und im populären Bühnenmelodrama hängen eng zusammen: In Londoner Theatern spielten die Begleitpianisten der Bühnenmelodramen vor dem Ersten Weltkrieg zunehmend auch zu Filmen.
Richard Strauss stellte für die Stummfilmversion seiner Oper Der Rosenkavalier (1926) eine melodramatische Musik zusammen. Auch die aufgezeichnete Hintergrundmusik im frühen Tonfilm wurde von Komponisten und Theaterkapellmeistern wie dem Wiener Max Steiner geprägt, die Erfahrungen mit melodramatischer Bühnenmusik hatten. Insofern gibt es eine historische Verbindung zwischen Bühnen- und Filmmusik.